# Cyperus dubius
Cyperus dubius är en halvgräsart som beskrevs av Christen Friis Rottbøll. Cyperus dubius ingår i släktet papyrusar, och familjen halvgräs. IUCN kategoriserar arten globalt som livskraftig.

## Underarter
Arten delas in i följande underarter:
- C. d. dubius
- C. d. macrocephalus